# Musée d'histoire naturelle de Tampere
Le musée d'histoire naturelle (finnois : Tampereen luonnontieteellinen museo) est un musée dans le quartier Tampella de Tampere en Finlande.

## Présentation
situé dans le Centre Vapriikki, le musée d'histoire naturelle présente la nature et les animaux de Pirkanmaa.

## Galerie

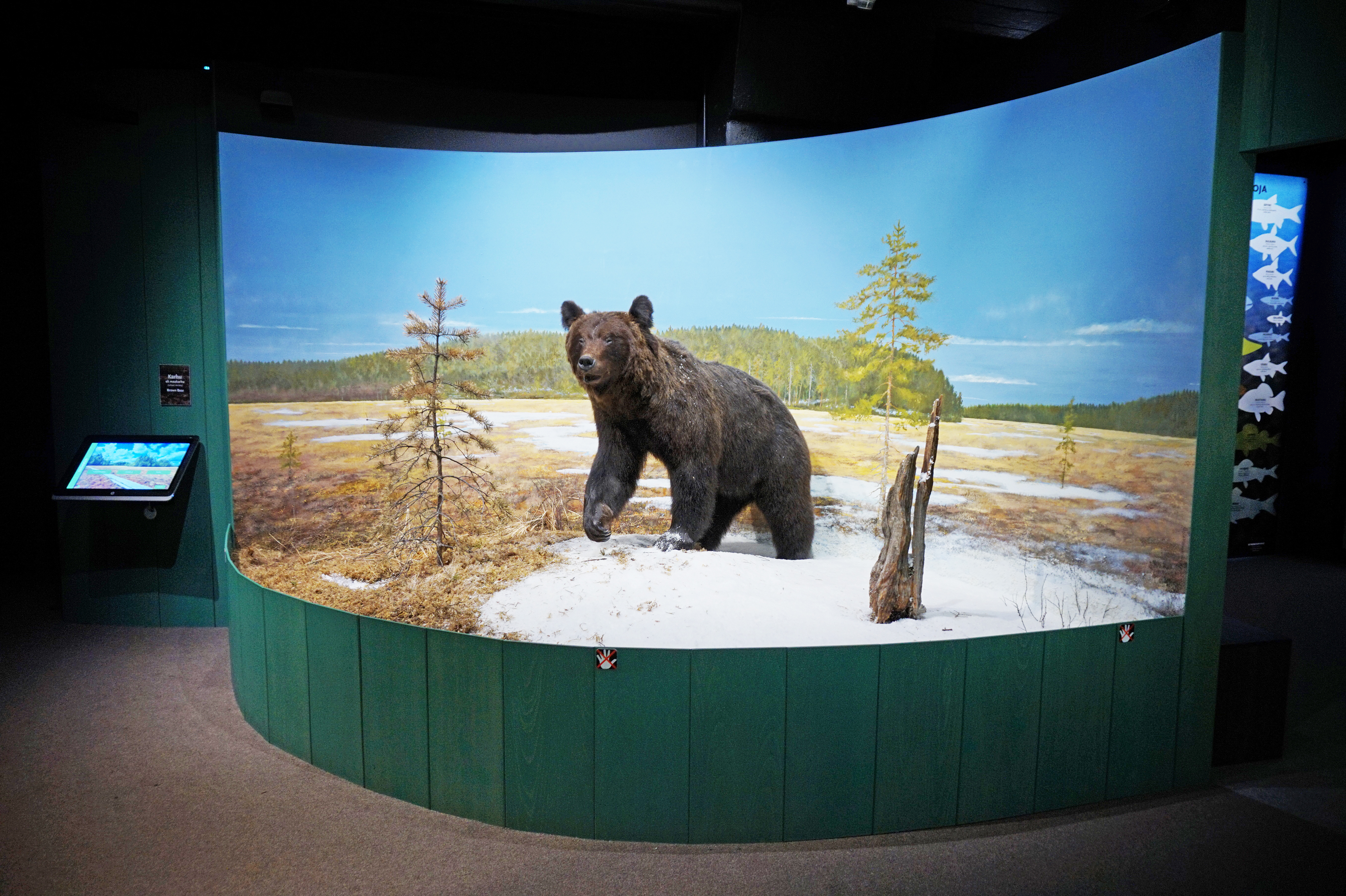
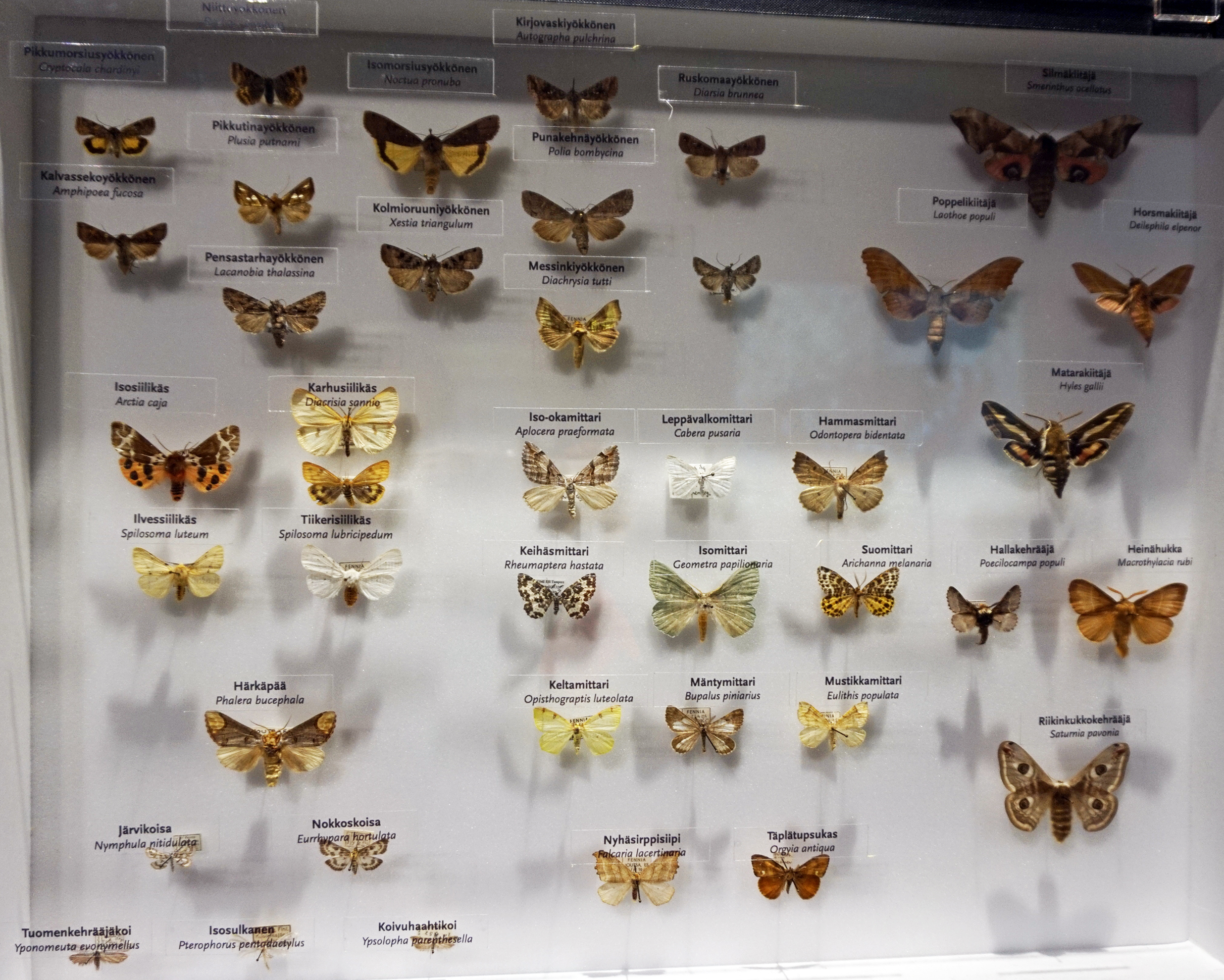
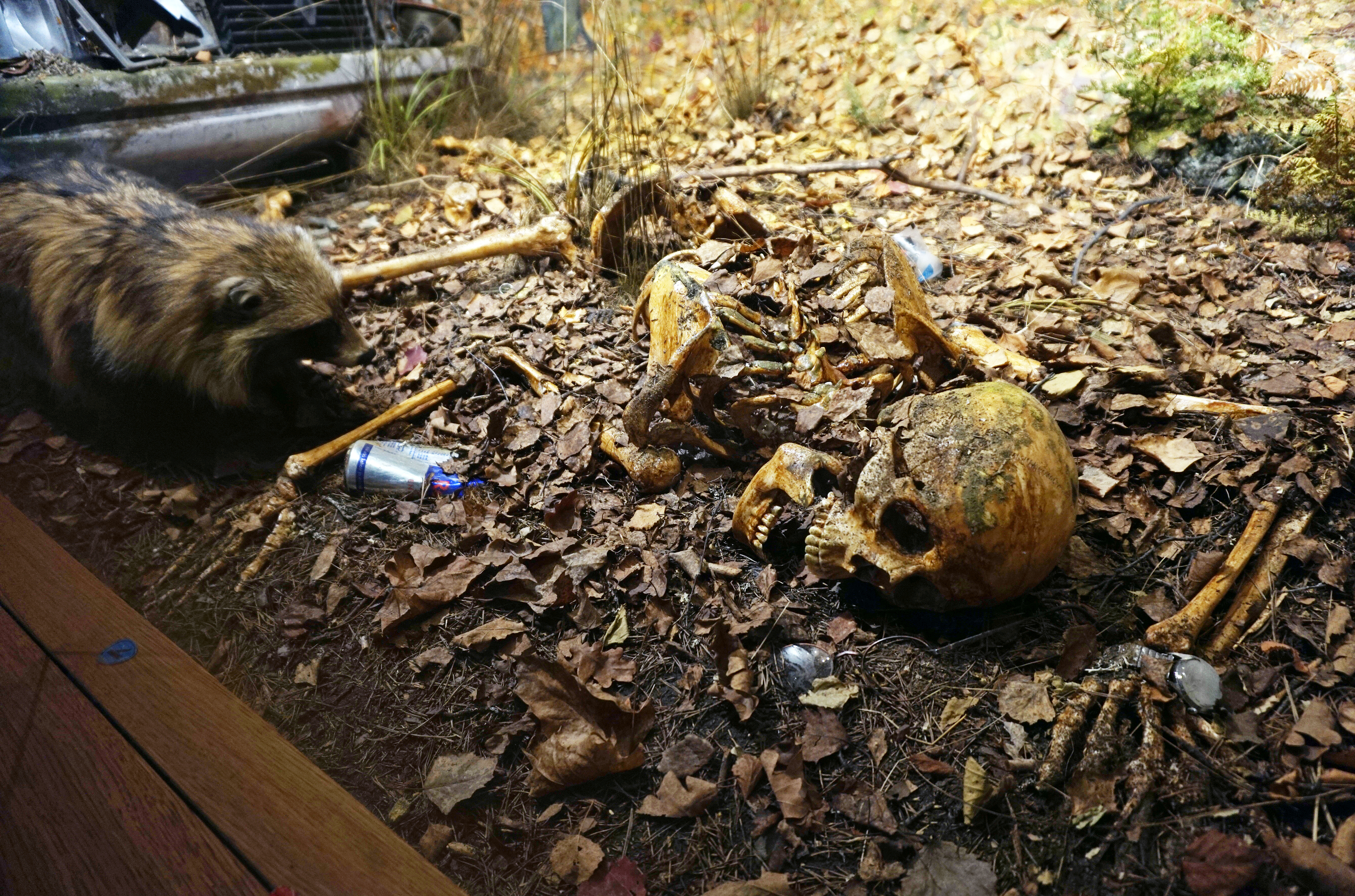
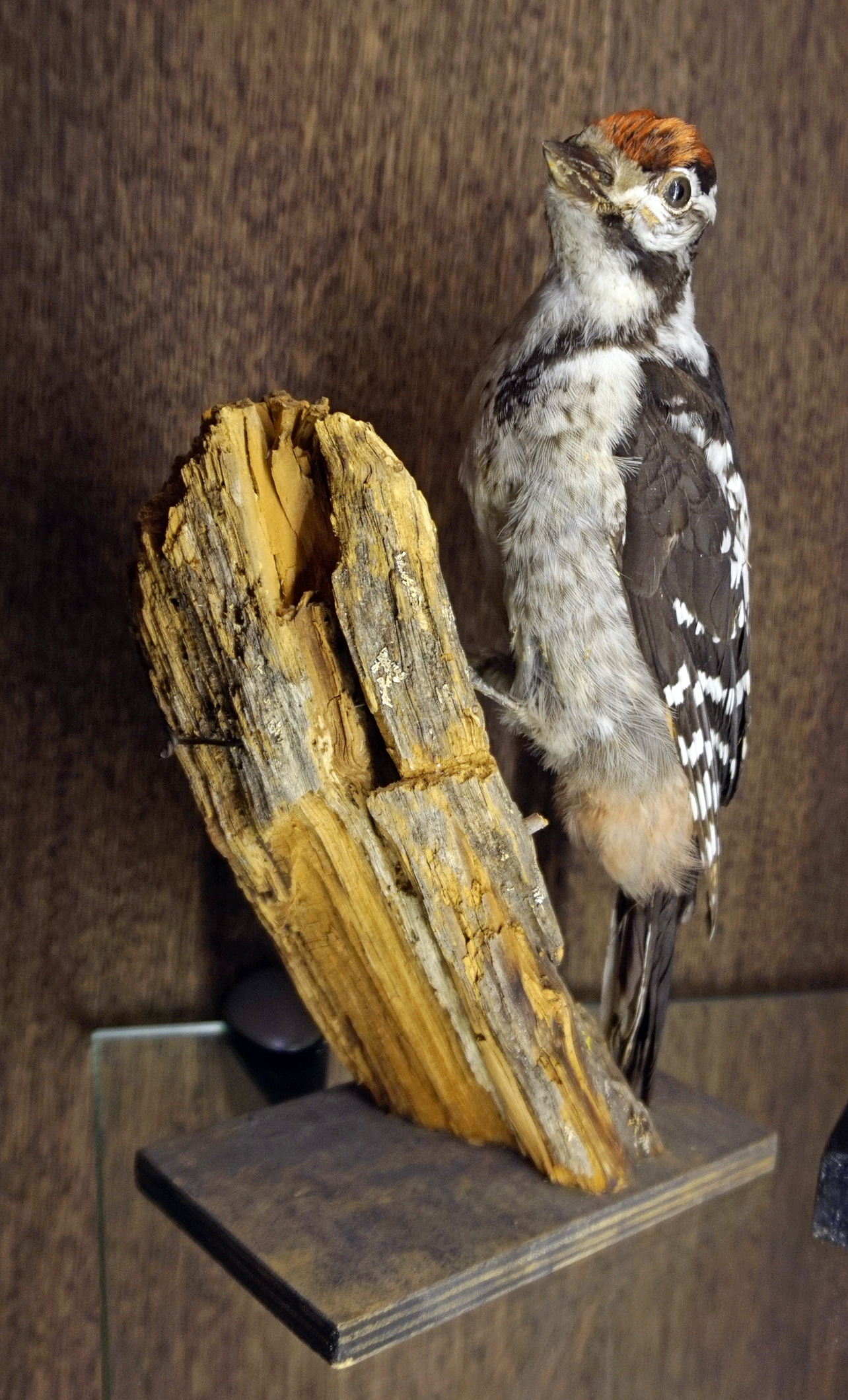